# هیدرا (سرده)
هیدر از شاخه کیسه تنان است.
گونه‌های این جنس، جانورانی شکارچی ساکن آب هستند، می‌توانند حرکت کنند ولی اکثر اوقات ساکن هستند، دارای کیسه گوارشی بوده ولی سر و مغز ندارند و در سراسر بدنش شبکه‌ای از تارهای عصبی کشیده شده است.
ساده‌ترین ساختار عصبی در بین جانداران متعلق به هیدرا است. شبکه عصبی مجموعه‌ای از نورون‌های پراکنده در دیواره بدن هیدرا است که باهم ارتباط دارند. تحریک هر نقطه از بدن جانور در همه سطح آن منتشر می‌شود. شبکه عصبی سلول‌های ماهیچه‌ای بدن را تحریک می‌کنند.
این جانوران بازوهای زهری خود را که نماتوسیست نام دارد به‌سمت شکار خود پرتاب می‌کند و پس از برخورد بازو با شکار و فلج شدن آن، با همان بازوها غذا را به داخل کیسه گوارشی می‌برد و هضم می‌کند و مواد زائد و هضم نشده را از راه دهان خارج می‌کند.
اگر شرایط مساعد باشد هیدرا با روش غیرجنسی (جوانه زدن) و در غیر این صورت به روش جنسی تولیدمثل می‌کنند. هیدرا و خزه و اسپیروژیر جزء جاندارانی‌اند که هم به روش جنسی و هم غیرجنسی تولیدمثل می‌کنند. برخی از زیست‌شناسان معتقدند که هیدرا هیچ وقت پیر نمی‌شود و عمر جاودان دارد. اگر چه برخی دیگر این نظریه را رد می‌کنند. این جانور دستگاه عصبی مرکزی ندارد و تقسیم‌بندی دستگاه عصبی مرکزی و محیطی برای آن وجود ندارد و تنها از شبکه عصبی تشکیل شده است.
هیدرا معمولاً جانوری ثابت است و به‌ندرت در زیستگاه خود به آرامی حرکت می‌کند. سیستم گوارشی در هیدرا دو طرفه بوده و غذا از دهان وارد کیسه گوارشی شده و پسماند آن بار دیگر از همان راه دهان خارج می‌شود. کیسه گوارش هیدرا از چندین نوع سلول تخصص یافته تشکیل شده و در آن تعدادی سلول تاژک‌دار وجود دارند که غذا را با آنزیم‌های گوارشی مخلوط می‌کنند (گوارش برون سلولی). مرحله بعدی گوارش درون سلولی است که اجزای ریز و خورد شده غذایی در قالب واکوئل‌های غذایی وارد سلول‌های پوشاننده کیسه گوارشی می‌شوند و در آنجا بار دیگر توسط آنزیم‌های گوارشی از جمله (پروتئازها، لیپازها، نوکلئازها و …) گوارش می‌یابند تا مناسب استفاده سلول شوند. بدن هیدرا از سه یا چهار ردیف سلول ساخته شده و فاصله دیگر سلول‌ها از مواد غذایی موجود در کیسه گوارشی زیاد نیست.
حرکت در هیدرا به‌طور آزاد با استفاده از روش سرخوردن برروی صفحهٔ قاعده‌ای به کمک ترشحات مخاطی انجام می‌گیرد یا می‌توانند خم شده و بازوهای خود را به مواد محیطی خود بچسبانند. سپس انتهای قاعده‌ای خود را جدا کرده و عمل بالانس زدن انجام می‌دهند. آن‌ها ممکن است حباب‌های گاز در صفحه قاعده‌ای تولید کنند و به کمک آن شناور بمانند.
هیدرا از سخت‌پوستان کوچک، لارو حشرات و کرم‌های حلقوی تغذیه می‌کنند. یک هیدرا می‌تواند به کمک بازوهایی که می‌توانند طویل شوند شکار را گرفته آن را به‌طرف دهان خود حرکت دهند دهان به آرامی باز شده و توسط ترشحات مخاطی مرطوب شده است و به راحتی اطراف شکار را گرفته و در نهایت آن را به داخل می‌کشاند.
سایز آن از ۲میلی‌متر شروع و تا چند سانتیمتر ادامه دارد

## تولیدمثل
در تولید مثل غیرجنسی جوانه‌هایی به‌صورت برجستگی‌هایی در دیوارهٔ بیرونی هیدرا تشکیل می‌شود و به یک هیدرا جوان رشدونمو پیدا می‌کند و ممکن است از والد خود جدا شود. بیشتر هیدراها دوپایه هستند و به‌طور موقت در فصل پاییز در دمای پایین تشکیل گناد می‌دهد. سلول‌های تخمک در داخل تخمدان بالغ شده و توسط اپیدرم‌هایی که در آب رها شده‌اند لقاح داده می‌شوند از نیدارین‌ها آنهایی که فرم مدوز جنسی تولید می‌کنند در طول تولیدمثل جنسی لاروی به نام (Planula) تولید می‌کنند.
سلول‌های تخم در پلیپ ماده لقاح پیدا می‌کنند سپس سلول زیگوت تقسیم می‌شود و در اطراف آن یک پوششی کیتینی ساخته می‌شود سپس جنین از داخل این پوشش بیرون آمده و رشد و نمو پیدا می‌کند و تبدیل به یک هیدرا بالغ می‌شود که می‌تواند از طریق جوانه‌زدن تولیدمثل غیرجنسی انجام بدهد.